# West University Place
West University Place város az USA Texas államában, Harris megyében. Lakosainak száma 14 955 fő (2020. április 1.).

## Népesség
A település népességének változása:

| 2010 | 14 787 |
| 2020 | 14 955 |